# Comgall
Comgall (Comgall mac Domangart) (* vor 507; † um 542) war Nachfolger seines Vaters Domangart mac Fergus als König von Dalriada.

## Leben
Comgall war ein Enkel von Fergus Mór mac Erc und der Vater von Conall mac Comgall. Als sein Vater im Jahr 507 starb, übernahm er dessen Stellung, bis er im Jahr 538 zugunsten seines Bruders Gabhran mac Domangart abdankte. Nach seiner Abdankung soll er in ein Kloster gegangen sein. Comgall starb fünfunddreißig Jahre nach der Übernahme der Herrschaft. Ein Gebiet südlich des von Loch Fyne wurde nach seiner Familie Còmhghall benannt. Sein Bruder Gabhran regierte nach ihm rund zwanzig Jahre und starb im Jahr 558 bei oder nach einem Angriff des Piktenführers Bruide mac Maelchon.